# Шангула, Калумби
Калумби Шангула (англ. Kalumbi Shangula; род. в 1948 году) — доктор медицинских наук. Председатель Национального совета по вопросам высшего образования Намибии. Член Нью-Йоркской академии наук.

## Биография
Калумби Шангула родился в 1948 году в Республике Намибия.
21 июня 1981 года женился на Элизабет Хинананья (англ.Elizabeth Hinananye), студентке, родившейся в Омусати — административной области Намибии — и приехавшей в СССР учиться в Университете дружбы народов. В браке родилось трое детей.
В 1983 году стал выпускником медицинского факультета Университета дружбы народов им. Патриса Лумумбы.
В период обучения в Москве был исполняющим обязанности Председателя студентов Намибии в СССР. После окончания учёбы в Москве, прошёл обучение в Гарвардском университете в США, специальность «Общественное здравоохранение». Окончил аспирантуру в Институте гигиены и тропической медицины Лондона, специальность «Общественное здравоохранение и тропическая медицина». Получил степень магистра делового администрирования в Школе менеджмента в Маастрихте в Голландии. Вернувшись в Африку, он начал работать заведующим военным госпиталем и директором медицинской службы Народной армии освобождения Намибии. После того, как была провозглашена независимость, получил должность медицинского суперинтенданта по окружным больницам на территории северо-западного региона. Спустя время, стал занимать должность регионального директора. Он также работал директором Института патологии Намибии, был попечителем фонда Индиры Ганди, комиссаром по делам лиц старшего возраста, личным врачом первого Президента Намибии и председателем совета попечителей Фонда благосостояния для лиц старшего возраста.
В период с 1996 по 2007 год он работал на должности постоянного заместителя министра здравоохранения и социального обеспечения. В 2007 году стал постоянным заместителем министра окружающей среды и туризма.
Председатель Национального совета по вопросам высшего образования Намибии. Член совета директоров ВОЗ и председатель межправительственного комитета по программе медицинского страхования государственных служащих. Доктор медицинских наук. Член медицинского и стоматологического Совета Намибии, член совета директоров организации «Namibia Wildlife Resorts». Состоит в Медицинской ассоциации Намибии, является членом Королевского сообщества тропической медицины и гигиены Великобритании и членом Нью-Йоркской академии наук.